# 聖安娜德尤斯瓜雷
聖安娜德尤斯瓜雷（西班牙語：Santa Ana de Yusguare），是洪都拉斯的城鎮，位於該國南部，由喬盧特卡省負責管轄，面積137.09平方公里，海拔高度60米，2001年人口10,186，人口密度每平方公里137.09人。
13°18′N 87°07′W / 13.300°N 87.117°W